# 珀魯鎮區 (伊利諾伊州拉薩爾縣)
珀魯鎮區（英語：Peru Township）是位於美國伊利諾伊州拉薩爾縣的一個行政鎮區。

## 地方資料
根據2010年美國人口普查的數據，珀魯鎮區的面積為46.60平方千米，當中陸地面積為45.30平方千米，而水域面積為1.30平方千米。當地共有人口10319人，而人口密度為每平方千米221.44人。